# Robert Dicke
Robert Dicke (Saint Louis, 6 maggio 1916 – Princeton, 4 marzo 1997) è stato un fisico sperimentale statunitense che diede importanti contributi nel campo dell'astrofisica, fisica atomica, cosmologia e gravità.

## Biografia
Dicke ottenne il bachelor's degree all'università di Princeton e completò il suo dottorato in fisica nucleare nel 1939 all'università di Rochester.
Durante la seconda guerra mondiale lavorò al laboratorio di radiazioni del MIT dove si interessò allo sviluppo del radar e dove progettò il radiometro Dicke, un ricevitore di microonde che usò per prevedere il limite di temperatura (da lui stimato inferiore ai 20 kelvin poi rivelatosi di 2.725 °K) che avrebbe potuto avere la radiazione cosmica di fondo, a quel tempo soltanto prevista teoricamente e poi scoperta nel 1964 da Arno Penzias e Robert Woodrow Wilson.
Nel 1946 tornò all'università di Princeton dove rimase per il resto della sua carriera.
Nel campo della fisica atomica, portò avanti studi in particolare sui laser e la misurazione del rapporto giromagnetico dell'elettrone. Un suo importante contributo nel campo della spettroscopia e del transfer radiativo fu la predizione dell'effetto di assottigliamento dell'ampiezza delle linee spettrali rispetto a quanto previsto dall'allargamento Doppler quando il cammino libero di un atomo è molto più piccolo della lunghezza d'onda della radiazione del fotone coinvolto nella transizione. Tale effetto è analogo all'effetto Mössbauer nel caso dei raggi gamma.
Passò il resto della sua attività lavorativa a sviluppare un programma di test di precisione sulla relatività generale basati sulla struttura del principio di equivalenza. Nel 1957 propose un'alternativa alla teoria gravitazionale ispirata al principio di Mach e alle ipotesi di Paul Dirac.
Questo portò nel 1961 a formulare con Carl H. Brans la teoria di Brans-Dicke della gravitazione, una modificazione della violazione del principio di equivalenza della relatività generale, un cui esperimento classico è quello condotto con Roll e Krotkov, che portò ad una stima del principio di equivalenza cento volte più accurata degli esperimenti precedenti.
Dicke misurò anche l'ellitticità solare che fu utile nella comprensione della precessione del perielio dell'orbita di Mercurio.
Agli inizi degli anni del 1960 insieme a Philip James Edwin Peebles riderivò una predizione della radiazione cosmica di fondo e predispose un radiometro Dicke per la ricerca di questa radiazione. Proprio mentre era alla ricerca di questa radiazione con David Todd Wilkinson e Peter G. Roll, fu contattato da Arno Penzias che non riusciva a spiegare un'anomalia nella radiazione a microonde che aveva misurato con Robert Woodrow Wilson mentre conducevano esperimenti per i Bell Laboratories situati a poca distanza da Princeton. Dicke comprese subito che quella presunta anomalia era invece proprio l'evidenza che stava cercando e annunciò ai suoi colleghi che erano stati preceduti (we have been scooped!). Il gruppo di Dicke ripeté subito le misure e fu in grado di dare l'interpretazione teorica dei risultati portando la prima evidenza sperimentale sulle teorie della formazione dell'universo primordiale a seguito del Big Bang.